# Orthonama infumata
Orthonama infumata är en fjärilsart som beskrevs av Warnecke 1934. Orthonama infumata ingår i släktet Orthonama och familjen mätare. Inga underarter finns listade i Catalogue of Life.